# Søren Nils Eichberg
Søren Nils Eichberg (født 23. juli 1973 i Stuttgart) er en dansk-tysk komponist, pianist og dirigent.
Eichberg voksede op i Danmark og studerede klaver hos Tom Ernst og Friedrich Gürtler på Det kgl. danske Musikkonservatorium i København og siden klaver og orkesterledelse i Köln. Hans værker er blevet opført over det meste af Europa samt i USA, Australien, Kina, Korea og Japan.
Eichberg blev i 2010 udnævnt til den første huskomponist for DR SymfoniOrkestret i orkestrets historie. I en årerække indspillede Dr SymfoniOrkestret Eichbergs værker, bl.a. hans tre symfonier. Hans opera GLARE blev i 2014 uropført på Royal Opera House i London. Eichberg er udvalgsleder for Legatudvalget for Musik under Statens Kunstfond.
Søren Nils Eichberg er søn af kultursociologen Henning Eichberg og bror til atleten Sophie Roessler

## Priser
- 2001: Grand Prix i den internationale kompositionskonkurrence Concours Reine Elisabeth i Buxelles for violinkoncerten "Qilaatersorneq"
- 2002: Composition Fellowship fra Tanglewood Music Festival, USA
- 2006: Kompositionsstipendium fra Konrad-Adenauer-Stiftung'en, Tyskland
- 2006: Composition Grant fra den græske Onassis Public Benefit Foundation
- 2007: Treårigt arbejdslegat fra Statens Kunstfond
- 2008: Civitella Ranieri Fellowship, USA/Italien
- 2014: Deutscher Musikautorenpreis (nominering)
- 2023: International Opera Awards 2023 (nominering)

## Links
- Søren Nils Eichberg Arkiveret 27. september 2007 hos  Wayback Machine hos Universal Edition Wien
- Søren Nils Eichbergs hjemmeside